# Roll the Bones
A Roll the Bones a kanadai Rush együttes tizennegyedik stúdióalbuma (összességében a tizenhetedik nagylemeze), amely 1991 szeptemberében jelent meg. Az előző albumhoz hasonlóan itt is Rupert Hine producerrel dolgoztak együtt ugyanazokban a stúdiókban, ahol a Presto album is készült. A Roll the Bones a Rush rockos oldalát domborítja ki, az előző évek szintetizátor-orientált hangzása még inkább háttérbe szorult ezen a lemezen. A dalszövegek többsége a halállal foglalkozik.
Az album a megjelenés évében aranylemez lett az Egyesült Államokban, Kanadában pedig százezer eladott példány után platina. Amerikában tíz évvel később, 2001-ben kelt el az egymilliomodik példány a lemezből, és érte el ezzel a platina státuszt. A Billboard 200-as albumlistáján a 3. helyig jutott, így az 1981-es Moving Pictures album óta a Roll the Bones a legsikeresebb Rush-album lett az USA-ban. A lemez a brit albumlistán 10. lett.
Az albumról a címadó Roll the Bones és a Ghost of a Chance jelent meg kislemezen. A rádiós lejátszásoknak köszönhetően a lemeznyitó Dreamline az első helyre került a Billboard Mainstream Rock listáján, a Ghost of a Chance ugyanezen a listán a 2., a Roll the Bones a 9., míg a Bravado a 13. helyig jutott. A Where's My Thing? című instrumentális dalt 1992-ben Grammy-díjra jelölték a "Legjobb instrumentális rock előadás" kategóriában, amit végül Eric Johnson dala nyert el.
2004-ben a Rush Remasters sorozatban digitálisan feljavított hangzással adták ki újra az albumot, 2011-ben pedig 24-karátos aranylemezen HDCD formátumban jelent meg limitált példányszámban.

## Az album dalai
1. Dreamline – 4:38
2. Bravado  – 4:35
3. Roll the Bones  – 5:30
4. Face Up – 3:54
5. Where's My Thing? (Part IV of "Gangster of Boats" Trilogy)  – 3:49
6. The Big Wheel – 5:13
7. Heresy  – 5:26
8. Ghost of a Chance – 5:19
9. Neurotica  – 4:40
10. You Bet Your Life  – 5:00

## Közreműködők
- Geddy Lee – ének, basszusgitár, szintetizátor
- Alex Lifeson – elektromos gitár, akusztikus gitár, vokál
- Neil Peart – dobok, ütőhangszerek
- Rupert Hine – billentyűs hangszerek, vokál

## Külső hivatkozások
- Rush hivatalos honlap
- Rush-diszkográfia – Prog Archives
- Roll the Bones videóklip